# Peter Mollez
Peter Mollez, né le 23 septembre 1983 à Poperinge, est un footballeur belge qui évolue au poste de gardien de but. 

## Carrière
Peter Mollez est repéré par le FC Bruges alors qu'il n'a que 14 ans. Le club et les observateurs le considèrent à l'époque comme un des grands espoirs du football belge. Il reçoit même une invitation pour passer un test à Arsenal, mais le club refuse qu'il se rende dans le club londonien. Il intègre le noyau professionnel en 2003, mais ne parvient pas à déloger le gardien titulaire Tomislav Butina. En 2004, il est prêté au voisin du Cercle de Bruges pour un an. Il commence la saison comme gardien remplaçant, et fait ses débuts en D1 lors d'un match contre... le FC Bruges, au cours duquel il monte au jeu pour prendre la place de Ricky Begeyn, exclu. Le Cercle s'incline 5 à 0, mais Mollez jouera tous les autres matches de la saison.
Sa bonne saison ne lui permet pas de revenir au Club de Bruges comme titulaire. Peter Mollez quitte alors le club et signe un contrat à La Gantoise en juillet 2005. Il ne joue qu'un match de Coupe de Belgique avec les « Buffalos », et en fin de saison, il est transféré à Courtrai, en division 2, où il signe un contrat pour les trois prochaines saisons.
Kurt Vandoorne est le gardien titulaire lorsque Mollez arrive à Courtrai. Il reçoit sa chance lors du huitième match de la saison, et reste ensuite le premier gardien de l'équipe jusqu'en fin de saison. Il entame la saison 2007-2008 comme titulaire, et remporte le titre de champion de Division 2. Pour le retour du club en première division, il est confirmé comme titulaire. Malgré tout, en janvier 2009, il souhaite quitter le club et trouve un accord avec le club néerlandais du Sparta Rotterdam. Mais Courtrai ne le laisse pas partir, et il doit aller au bout de son contrat, qui expire en fin de saison,. 
Peter Mollez termine donc la saison à Courtrai, mais le Sparta Rotterdam a entretemps trouvé un autre gardien. Finalement, il trouve un terrain d'entente avec Dender durant l'été 2009, et retourne jouer en Division 2. Il y reste une saison mais son contrat n'est pas prolongé.
En juin 2013, il s'engage avec le KVK Westhoek, en Promotion.

## Palmarès
- 1 fois champion de Belgique de D2 en 2008 avec Courtrai.